# Felsbach (Löster)
Der Felsbach ist ein gut ein Kilometer langer, nordöstlicher und linker Zufluss der Löster im Schwarzwälder Hochwald, der entlang der Grenze des rheinland-pfälzischen Landkreises Trier-Saarburg und des saarländischen Landkreises St. Wendel verläuft.

## Geographie

### Verlauf
Der Felsbach entspringt in einem Wald knapp 1,5 km südlich der Stadt Hermeskeil auf einer Höhe von etwa 524 m ü. NHN direkt an der Grenze von Rheinland-Pfalz und dem Saarland.
Er fließt in südwestlicher Richtung durch ein bewaldetes Tal und markiert dabei die Grenze zwischen der Stadt Hermeskeil im Landkreis Trier-Saarburg, und dem Ortsteil Bierfeld der Gemeinde Nonnweiler im Landkreis St. Wendel.
Kurz vor der Mündung wird der Felsbach vom Primstal-Radweg Dr. Hanspeter Georgi überquert. Der Bach mündet schließlich auf einer Höhe von ungefähr 410 m ü. NHN von links in die aus dem Nordwesten kommende Löster.
Der 1,038 km lange Lauf des Felsbachs endet 114 Höhenmeter unterhalb seiner Quelle, er hat somit ein mittleres Sohlgefälle von etwa 11 %.

### Einzugsgebiet
Das 1,295 km² große Einzugsgebiet des Felsbachs liegt im Schwarzwälder Hochwald und wird durch ihn über die Löster, die Prims, die Saar, die Mosel und den Rhein zur Nordsee entwässert.
Sein Einzugsgebiet ist zum größten Teil bewaldet.